# Vehkotaipaleensaaret
Vehkotaipaleensaaret är en ö i Finland. Den ligger i sjön Pihlajavesi och i kommunen Puumala i den ekonomiska regionen  S:t Michel och landskapet Södra Savolax, i den södra delen av landet, 230 km nordost om huvudstaden Helsingfors. Öns area är 0,6 hektar och dess största längd är 120 meter i nord-sydlig riktning.  Notera att namnet antyder att det är fråga om flera öar.